# جيسي فارغاس
جيسي فارغاس (بالإنجليزية: Jessie Vargas)‏ مواليد 10 مايو 1989 في لوس أنجلوس، هو ملاكم محترف أمريكي يصنف ضمن فئة وزن الوسط. حقق بطولة رابطة الملاكمة العالمية وبطولة منظمة الملاكمة العالمية.

## إحصائيات
خاض خلال مسيرته 34 نزالا، فاز في 29 وخسر في 3. فاز بالضربة القاضية في 11 نزالات.

## روابط خارجية
- جيسي فارغاس على موقع بوكس ريك (الإنجليزية) (registration required)